# シャンハイ (映画)
『シャンハイ』（Shanghai）は、2010年のアメリカ・中国合作の戦争映画。

## あらすじ
1941年、上海。その街は、誰のものでもなかった。日本、ドイツ、アメリカ、中国がお互いの腹を探り合いながら、睨み合っていたのだ。米国諜報員のポールは、同僚で親友だったコナーの死の真相を突き止めるために、この街に降り立つ。捜査線上に浮かび上がったのは、いずれも謎に包まれた者たちばかりだ。執拗にポールをつけ狙う日本軍の大佐タナカ、忽然と姿を消したコナーの恋人‧純子、中国裏社会のドン・アンソニーと、彼の美しき妻アンナ。やがてポールは革命家というアンナの裏の顔を知り、理想に活きる彼女に強く惹かれ始める。ついにポールは殺人事件の真相に迫るが、そこに暴き出されたのは、全世界をも揺るがす恐るべき陰謀だった。もはや誰も止められない歴史の波は彼らに、守るべきものは何かという、究極の問いを突き付ける。国家への忠誠か、己の命か、それとも生涯の愛か・・・。果たして最後に、彼らが貫いたものとは?

## キャスト
※括弧内は日本語吹替
- ポール・ソームズ - ジョン・キューザック（家中宏）
- アンナ・ランティン - コン・リー（日野由利加）
- アンソニー・ランティン - チョウ・ユンファ（磯部勉）
- リチャード・アスター - デヴィッド・モース（横島亘）
- 田中大佐 - 渡辺謙（渡辺謙）
- レニ - フランカ・ポテンテ（丸山ゆう）
- コナー - ジェフリー・ディーン・モーガン（西凛太朗）
- 純子 - 菊地凛子（山根舞）
- ベン・サンガー - ヒュー・ボネヴィル
- キタ - ベネディクト・ウォン
- キャバレーのパフォーマー - レース・ウォン

## 評価
レビュー・アグリゲーターのRotten Tomatoesでは24件のレビューで支持率は4%、平均点は4.30/10となった。Metacriticでは14件のレビューを基に加重平均値が36/100となった。